# Virginia Slims of Oklahoma 1992
Virginia Slims of Oklahoma 1992 — жіночий тенісний турнір, що проходив на закритих кортах з твердим покриттям at The Greens Country Club в Оклахома-Сіті (США). Належав до турнірів 4-ї категорії в рамках Туру WTA 1992. Відбувсь усьоме і тривав з 17 до 23 лютого 1992 року. Перша сіяна Зіна Гаррісон-Джексон здобула титул в одиночному розряді й отримала 27 тис. доларів США.

## Фінальна частина

### Одиночний розряд
Зіна Гаррісон-Джексон —  Лорі Макніл 7–5, 3–6, 7–6(12–10)
- Для Гаррісон-Джексон це був 1-й титул в одиночному розряді за сезон і 11-й — за кар'єру.

### Парний розряд
Лорі Макніл /  Ніколь Провіс —  Катріна Адамс /  Манон Боллеграф 3–6, 6–4, 7–6(8–6)